# مرصع‌پلو

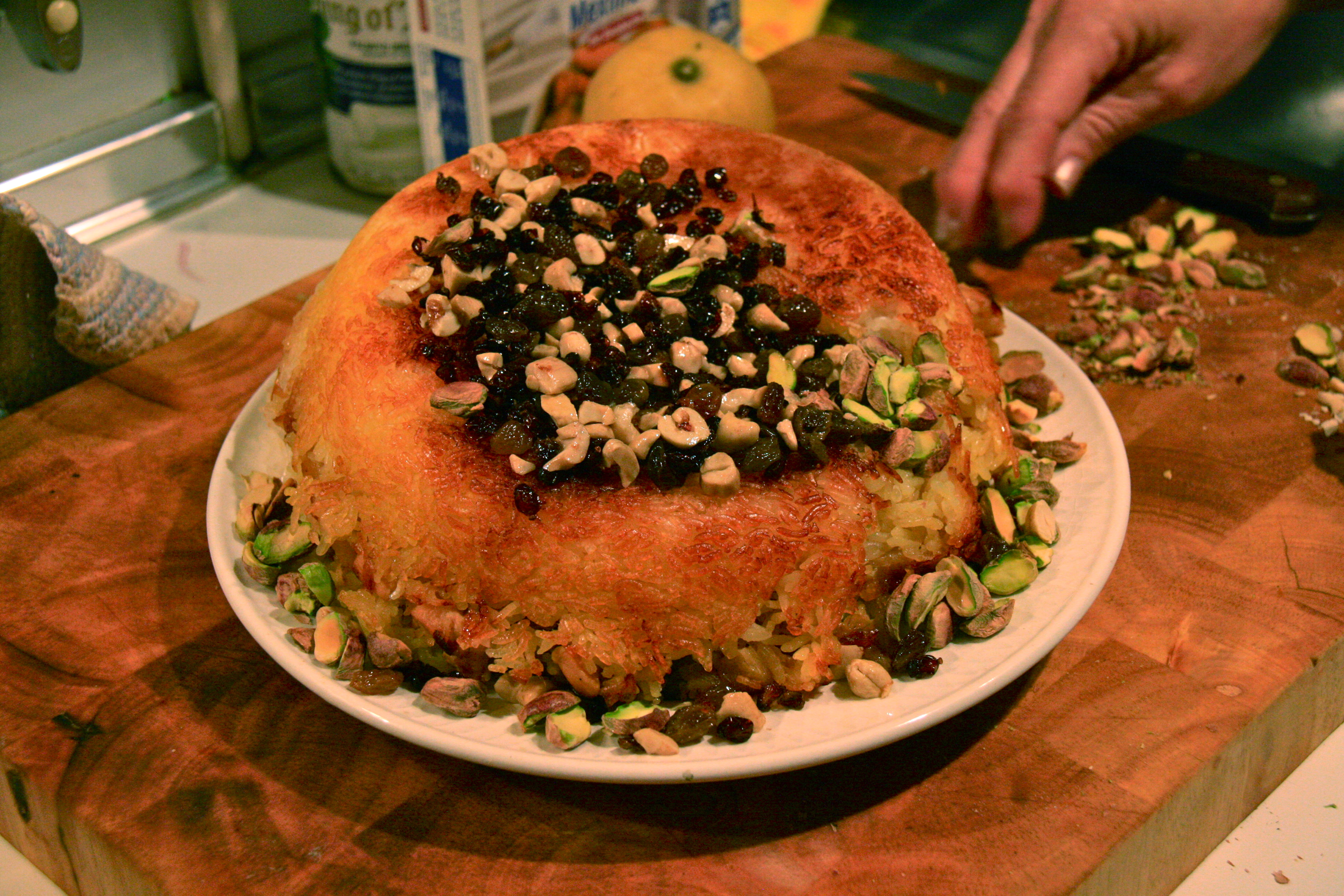

مرصع پلو یا پلو نگین‌کار یک ویژه پلوی مخلوطی است که یکی از غذاهای سنتی شهر قزوین است و نمونه‌های از این غذا در فارس و خراسان سرو می‌شود و به خاطر مخلفات درخشانی که در آن آمیخته است این نام را گرفته است. این پلو از چلو سفید و در حدود ۱/۳ چلو زعفران داده با درآمیختن چندین جور میوه تازه یا خشک کوچک چون آلبالو، کشمش‌های سبز و قرمز، تکه‌های زردآلو خشک، خلال‌های خشک شده پسته سبز، بادام، خلال پوست مرکبات، مرغ و انواع پروتئین‌ها که همه آنها در روغن کره کمی تفت داده شده‌اند آماده می‌شود.